# エリック・チャーチ
エリック・チャーチ（英語: Eric Church、1977年5月3日 - ）は、アメリカ合衆国のシンガーソングライター。

## 生い立ち
1977年5月3日、ノースカロライナ州に生まれる。

## ディスコグラフィー

### アルバム
- 『Sinners Like Me』（2006年）
- 『Carolina』（2009年）
- 『Chief』（2011年）
- 『The Outsiders』（2014年）
- 『Mr. Misunderstood』（2015年）
- 『Desperate Man』（2018年）
- 『Heart』（2021年）
- 『Soul』（2021年）